# Iman Mahdavi
Iman Mahdavi (pers. ایمان مهدوی; ur. 12 lutego 1995) – zapaśnik walczący w stylu wolnym, który reprezentował reprezentację uchodźców na igrzyskach w Paryżu 2024, gdzie zajął siedemnaste miejsce w kategorii 74 kg. 
Brał udział w zawodach juniorów w Iranie. Uciekł z kraju z powodów politycznych i przez Turcję dostał się do Włoch, gdzie ubiega się o azyl polityczny.
Zajął osiemnaste miejsce na mistrzostwach świata w 2023. Dwunasty na mistrzostwach Europy w 2023 i 2024 roku.